# Никај
Никај је назив за племе са сјевера Албаније, област Дукађин.
Иван Јастребов је записао да се племе Никај доселило из Краснића. У Никају су сачуване рушевине мањих цркава на врху планина. Бискуп Берише је Јастребову рекао да су то трагови давно ишчезлог шизматичког (православног) монаштва.  У Шаљи, Никају и Мерути су постојали обичаји који су постали закон. Дјечак од 12 година почиње носити пиштољ, а у другим мјестима са 15 година, а друго оружје са 17 година. У Доњем Пилоту се у доба Јастребова није могло видјети мушкарца (како млађег тако и старијег) без пушке, а без пиштоља ни трена. При рату пола мушкараца иде у рат, а пола остаје код куће. 